# Mint Condition
I Mint Condition sono un gruppo R&B statunitense originario del Minnesota e attivo dal 1984.
Hanno raggiunto particolare successo con il singolo Breaking My Heart (Pretty Brown Eyes), uscito nel 1991 e incluso nel loro album Meant to be Mint, che arrivò fino alla terza posizione della Billboard Hot 100 e fino alla sesta della Billboard Hot R&B. Il brano divenne in seguito anche abbastanza virale su TikTok e Instagram.

## Formazione
Attuale
- Stokley Williams - voce, batteria, percussioni
- Ricky Kinchen - basso
- Homer O'Dell - chitarra
- Larry Waddell - tastiera, piano
- Jeffrey Allen - sassofono, tastiera

Ex membri 
- Keri Lewis - tastiera, sintetizzatore
- Roger Lynch
- Ray Coleman
- Kenny Young

## Discografia
- 1991 – Meant to Be Mint
- 1993 – From the Mint Factory
- 1996 – Definition of a Band
- 1999 – Life's Aquarium
- 2005 – Livin' the Luxury Brown
- 2008 – E-Life
- 2011 – 7...
- 2012 – Music at the Speed of Life
- 2015 – Healing Season